# Cilla
A Cilla női név a Cecília német becenevéből ered, illetve egyben bibliai név is, jelentése:árnyék, védelem.

## Rokon nevek
Cecilla, Cecília, Cicelle, Cili, Sejla, Seila, Zille, Célia

## Gyakorisága
Az újszülötteknek adott nevek körében az 1990-es években szórványosan fordult elő. A 2000-es és a 2010-es években sem szerepelt a 100 leggyakrabban adott női név között.
A teljes népességre vonatkozóan a Cilla sem a 2000-es, sem a 2010-es években nem szerepelt a 100 leggyakrabban viselt női név között.

## Névnapok
június 3., november 22.